# 3570
3570（三千五百七十、さんぜんごひゃくななじゅう）は、自然数または整数において、3569の次で3571の前の数である。

## 性質
- 3570は合成数であり、約数は1, 2, 3, 5, 6, 7, 10, 14, 15, 17, 21, 30, 34, 35, 42, 51, 70, 85, 102, 105, 119, 170, 210, 238, 255, 357, 510, 595, 714, 1190, 1785, 3570である。
  - 約数の和は10368。
- 1540 = 1 + 2 + 3 + 4 + 5 + 6 + 7 + 8 + 9 + 10 + … + 83 + 84
  - 84番目の三角数である。1つ前は3486、次は3655。
  - 三角数が過剰数になる31番目の数である。1つ前は3486、次は3828。(オンライン整数列大辞典の数列 A074315)
  - 三角数がハーシャッド数になる39番目の数である。1つ前は3486、次は4005。
  - 三角数において各位の和も三角数になる48番目の数である。1つ前は3486、次は3741。(オンライン整数列大辞典の数列 A062099)
- 684番目のハーシャッド数である。1つ前は3564、次は3582。
- 3570 = 2 × 3 × 5 × 7 × 17
  - 3番目の五素合成数である。1つ前は2730、次は3990。(オンライン整数列大辞典の数列 A046387)
  - 五素合成数がハーシャッド数になる2番目の数である。1つ前は2310、次は3990。
  - n = 5 のときの n 個の独立した素因数で表せる最小の三角数である。1つ前の4個は210、次の6個は207690。(オンライン整数列大辞典の数列 A127637)
- 3570 = 42 × (2 × 42 + 1)
  - n = 42 のときの n (2n + 1) の値とみたとき1つ前は3403、次は3741。(オンライン整数列大辞典の数列 A014105)
- 3570 × 2 = 7140 = 119 × 120/2
  - 三角数n において2 n も三角数になる3番目の数である。1つ前は105、次は121278。(オンライン整数列大辞典の数列 A075528)
- 3570 = 30 × (4 × 30 − 1)
  - n = 30 のときの n (4n − 1) の値とみたとき1つ前は3335、次は3813。(オンライン整数列大辞典の数列 A033991)
- 3570 = 17 × 18 × (2 × 17 + 1)/3
  - n = 17 のときの n (n + 1) (2n + 1)/3 の値とみたとき1つ前は2992、次は4218。(オンライン整数列大辞典の数列 A006331)
- 3570 = 3 × 34 × 35 = 6 × 34 × 35/2
  - n = 34 のときの 3n (n + 1) の値とみたとき1つ前は3366、次は3780。(オンライン整数列大辞典の数列 A028896)
  - 三角数n において 1/6n も三角数になる4番目の数である。1つ前は630、次は61776。(オンライン整数列大辞典の数列 A077290)
- 3570 = 2 × 21 × (4 × 21 + 1)
  - n = 21 のときの 2 n (4n + 1) の値とみたとき1つ前は3240、次は3916。(オンライン整数列大辞典の数列 A033585)
- n = 3570 のとき n と n + 1 を並べた数を作ると素数になる。n と n + 1 を並べた数が素数になる279番目の数である。1つ前は3566、次は3572。(オンライン整数列大辞典の数列 A030457)
- 約数の和が3570になる数は1個ある。(2036) 約数の和1個で表せる528番目の数である。1つ前は3560、次は3572。